# Wells (Minnesota)
Wells – miasto w Stanach Zjednoczonych, w stanie Minnesota, w hrabstwie Faribault.